# Glaphyromorphus crassicaudus
Glaphyromorphus crassicaudus är en ödleart. Glaphyromorphus crassicaudus ingår i släktet Glaphyromorphus och familjen skinkar. IUCN kategoriserar arten globalt som livskraftig.

## Underarter
Arten delas in i följande underarter:
- G. c. arnhemicus
- G. c. crassicaudus